# 拉格朗日点

日地系統中的拉格朗日點（不按比例）。 這是從北方看的，所以地球的軌道是逆時針的。

旋轉參考系中二體系統的重力和離心力引起的等效位能的等值線圖。箭頭指示圍繞五個拉格朗日點的位能的下坡梯度，朝向它們（紅色）和遠離它們（藍色）。與直覺相反，L_{4}和L_{5} 點是位能的高點。在這些點本身，這些力是平衡的。

繞行日地L_{2}點的WMAP探測器軌道示意動畫
WMAP·
地球

拉格朗日点（英語：Lagrange point，亦稱平動點）是天體力學中兩個大質量軌道物體的引力影響下，小質量物體的力學平衡點。在數學上，這涉及到限制性三體問題的解。
通常情况下，兩個大質量物體對任意一點施加的力是不平衡的，這會改變該點上任何物體的軌道。在拉格朗日點，兩個大物體的引力和離心力相互平衡。這可以使拉格朗日點成為衛星的絕佳位置，因為軌道校正時維持所需軌道的燃料需求保持在最低限度。
對於兩個軌道體的任何組合都有五個拉格朗日點，L1至 L5，而所有這些都在兩個大天體的軌道平面內。太陽-地球系統有五個拉格朗日點，而地月系統也有五個「不同的」拉格朗日點。L1、 L2、和L3在穿過兩個大物體的中心的線上，而 L4和L5每個都位於由兩個大物體的中心形成的正三角形的第三個頂點。
當兩個物體的質量比足够大時，L4和L5點是穩定點，這意味著物體可以圍繞它們運行，並且它們有將物體拉入其中的趨勢。有幾顆行星在它們相對於太陽的L4和L5點附近有特洛伊小行星，木星有超過一百萬個這樣的特洛伊天體。
一些拉格朗日點正被用於太空探索。日地系統中兩個重要的拉格朗日點是在太陽和地球之間的L1，和在地球另一側的同一條線上的L2；兩者都在月球軌道之外。現時，一顆名為深空氣候觀測站（英語：Deep Space Climate Observatory，DSCOVR）的人造衛星位於L1通過拍攝影像並將其發回，以研究從太陽吹向地球的太陽風並監測地球氣候。强大的紅外太空天文台，詹姆斯·韋伯太空望遠鏡位於L2。這使得衛星的大型遮陽板可以保護望遠鏡免受太陽、地球和月球的光和熱的影響。L1和 L2拉格朗日點距離地球大約1,500,000 km（930,000 mi）。
歐洲航天局早期的蓋亞望遠鏡，及其新發射的歐幾里得都位於L2的利薩如軌道，而歐幾里得遵循類似於JWST的暈輪軌道。每個太空天文台都受益於距離地球陰影足够遠，可以利用太陽能電池板發電，不需要太多的電力或推進劑來維持空間站，不受地球磁層效應的影響，以及可以直接看到地球進行資料傳輸。

## 歷史
三個共線拉格朗日點（L1、L2、L3）由瑞士數學家萊昂哈德·歐拉在1750年左右發現，比義大利出生的約瑟夫·路易士·拉格朗日發現其餘兩個早了十年。
1772年，拉格朗日發表了一篇「關於三體問題的論文」。 在第一章中，他考慮了一般的三體問題。由此，在第二章中，他證明了兩個特殊的常模解，對於任何三個質量，具有圓軌道，共線和等邊。

## 拉格朗日點
五個拉格朗日點的標記和定義如下：

### L1點
L1點位於兩個大質量，「M1」和「M2」之間的直線上，結合以產生平衡。一個比地球更靠近太陽的物體，其軌道週期通常比地球短，但這忽略了地球引力的影響。如果物體直接位於地球和太陽之間，那麼地球引力會抵消太陽對該物體的一些拉力，從而增加物體的軌道週期。物體離地球越近，這種影響就越大。在L1點，物體的軌道週期變得與地球的軌道週期完全相等。朝向太陽的L1點，距離地球約150萬公里，或0.01AU。

### L2點
L2點位於穿過兩個大質量的線上，且在這兩個質量中較小那一個的外側。在這個位置，兩個大質量的組合重力平衡了物體在L2點上的離心力。在地球與太陽相反的一側，物體的軌道週期通常大於地球的軌道週期。地球引力的額外拉力降低物體的軌道週期，在L2點，軌道週期等於地球的週期。如同L1，L2距離地球（遠離太陽）約150萬公里或0.01AU。設計用於在地球-太陽L2附近運行的太空望遠鏡的一個例子是詹姆斯·韋伯太空望遠鏡。早期的例子包括威爾金森微波各向異性探測器及其繼任者「普朗克」。嫦娥二号亦於2011年进入日-地系统的L2点的环绕轨道，為从月球轨道出发進入日-地系统L2点的首例。
地月系统的L2在月球远离地球的一侧（月球背面）。2014年中国探月工程三期再入返回飛行試驗器服务舱曾进入环绕地月L2点的李萨如轨道开展试验，服务舱实现了环绕地月L2点飞行三圈，验证了轨道设计、轨道控制和轨道维持技术。之后嫦娥4号的通信中继卫星鹊桥号则是在该位置使用晕轮轨道维持运转。

### L3點
L3點位於兩個大質量所定義的線上，位在兩個質量中較大的一個之外側。在日-地系統中，L3點位於太陽的另一側，略高於地球軌道，距離太陽中心略遠。之所以會出現這種位置，是因為太陽也受到地球引力的影響，因此繞著兩個天體的質心運行，這兩個天體的質心位於太陽內。 如果只考慮太陽的引力，距離太陽一天文單位物體的軌道週期為一年。但是，一個位於太陽與地球相反一側並與兩者直接對齊的物體「感受到」地球的引力而略微增加了太陽的引力，因此必須繞離地球和太陽重心稍遠的軌道運行，才能有相同的1年週期。正是在L3點，地球和太陽的共同引力導致物體以與地球相同的週期繞太陽運行，實際上是繞地球和太陽的質心運行，地球+太陽的質心位於其軌道的一個焦點。在两个大天体的连线上，且在较大的天体一侧。
一些科幻小说和漫画会在L3点創造一个「反地球」。

### L4和L5點

在重力加速度指向系統的質心。

The L4和L5點位於軌道平面中兩個正三角形的第三個頂點，其公共基底是兩個質量中心之間的線，使得該點相對於其圍繞較大質量的軌道位於較小質量軌道的前面（L4點）或後面（L5點）60°。
L4和L5有时称为三角拉格朗日点或特洛伊点。科幻作品（如漫画、小说）所说的用于放置殖民卫星的拉格朗日点特指L4和L5，不包括L1和L2。
例如：L4和L5在地球围太阳运行的轨道之前和之后成60°角处。
实质上是三个物体围绕共同质心转动。

### 穩定性
三角點（L4和L5）是穩定的平衡點，條件是M1/M2的比值大於24.96。太陽-地球系統、太陽-木星系統，以及較小範圍的地月系統都是如此。當這些點上的物體受到擾動時，它會遠離該點，但與擾動增加或减少的因素相反的因素（重力或角動量引起的速度）也會增加或减少，使物體的路徑彎曲成圍繞該點的穩定的腰果形軌道（如在旋轉參考系中所見）。
點L1、L2和L3是不穩定平衡的位置。在L1、L2或L3處繞軌道運行的任何物體都傾向於脫離軌道；因此，在那裡很少發現自然物體，設置在這些地區的太空船必須使用少量但關鍵的軌道校正來維持它們的位置。

## 拉格朗日點處的自然物體
由於L4和L5的自然穩定性，在行星系統的拉格朗日點上發現繞軌道運行的自然物體是常見的。位在這些點上的物體通常被稱為「特洛伊天體」或「特洛伊小行星」。這個名稱來源於在太陽軌道上發現的小行星的名字：木星L4和L5點，取自荷馬的以特洛伊戰爭為背景的一首史詩，《伊里亞德》中出現的神話人物。位於木星前方L4的小行星以《伊里亞德》中的希臘人物命名，被稱為「希臘營」。位於L5點的那些以特洛伊的人物命名，並被稱為「特洛伊營」。這兩個陣營都被認為是特洛伊天體的類型。
由於太陽和木星是太陽系中質量最大的兩個天體，因此已知的太陽-木星特洛伊比其它任何行星對的特洛伊天體都多。然而，在其它軌道系統的拉格朗日點上已知的物體數量較少：
- 日-地L4和L5點包含行星際塵埃和至少兩顆小行星2010 TK7和2020 XL5[12][13][14]。
- 地–月L4和L5點含有濃度的星際塵埃，稱為柯迪萊夫斯基雲（英語：Kordylewski cloud）[15][16]。由於太陽引力的影響，這些特定點的穩定性極為複雜[17]。
- 太陽–海王星L4和L5點包含幾十顆已知的海王星特洛伊天體[18]。
- 火星有四顆被認可的火星特洛伊：(5261) 尤里卡、1999 UJ7、1998 VF31、和2007 NS2。
- 土星的衛星土衛三（特堤斯）有兩顆較小的土星衛星 在它的L4和L5點：土衛十三（忒勒斯托，S/1980 S 13）和土衛十四（卡呂普索）。另一顆土星的衛星，土衛四（狄俄涅）也有兩顆拉格朗日共軌道，土衛十二（海倫，S/1980 S 6）在它的L4點，和土衛三十四（英語：Polydeuces，S/2004 S 5）在, L5點。這些衛星在拉格朗日點附近方位角漂移，土衛三十四描述了最大的偏差，距離土星-土衛四的L5點高達32°。
- 大碰撞說的一個版本假設，一個名為特亞的物體在太陽-地球L4或L5點形成，並在軌道失穩後撞向地球，形成月球[19]。
- 在聯星中，洛希瓣的頂點位於L1；如果其中一顆恆星膨脹超過其洛希瓣，那麼它將失去物質給其伴星，稱為洛希瓣溢出[20]。

位於馬蹄形軌道上的物體有時被錯誤地描述為特洛伊天體，但並不佔據拉格朗日點。已知的馬蹄形軌道上的天體包括地球的(3753) 克魯特尼（英語：(3753) Cruithne），以及土星的衛星土衛十一（艾比米修斯）和土衛十（傑努斯，S/1980 S 1）。

## 流行文化
許多流行文化作品也會參考此科學現象進行科幻設定，如機動戰士鋼彈系列作品的多個宇宙殖民衛星，或是特殊的小行星基地便是設定於拉格朗日點。

## 相關
- 特洛伊天体
- 金星特洛伊（英语：Venus trojan）
- 地球特洛伊
- 火星特洛伊
- 木星特洛伊
- 天王星特洛伊
- 海王星特洛伊
- 小行星带

## 外部連結
- （英文）歐洲太空總署有關拉格朗日點的介紹和動畫 （页面存档备份，存于）